# Список населённых пунктов Бессарабского района

В соответствии с Законом № 764 от 27.12.2001 об административно-территориальном устройстве Республики Молдова, в состав Бессарабского района входит 10 населённых пунктов, в том числе:
- 1 город — Бессарабка (рум. Basarabeasca);
- 5 сёл, не входящих в состав коммун;
- 4 села, входящих в состав одной коммуны.

| № п/п | Село (коммуна) | Молдавское название в кириллической транскрипции | Молдавское название в латинской транскрипции | Традиционное название на русском языке |
| ----- | -------------- | ------------------------------------------------ | -------------------------------------------- | -------------------------------------- |
| 1     | Абаклия        | Абаклия                                          | Abaclia                                      | Абаклия                                |
| 2     | Башкалия       | Башкалия                                         | Bașcalia                                     | Башкалия                               |
| 3     | Карабетовка    | Карабетовка                                      | Carabetovca                                  | Карабетовка                            |
| 4     | Иордановка     | Иордановка                                       | Iordanovca                                   | Иордановка                             |
| 5     | Исерлия        | Исерлия                                          | Iserlia                                      | Исерлия                                |
| 6     | Исерлия        | Богдановка                                       | Bogdanovca                                   | Богдановка                             |
| 7     | Исерлия        | Карабибер                                        | Carabiber                                    | Карабибер                              |
| 8     | Исерлия        | Ивановка                                         | Ivanovca                                     | Ивановка                               |
| 9     | Садаклия       | Садаклия                                         | Sadaclia                                     | Садаклия                               |